# Kabinett Muldoon I

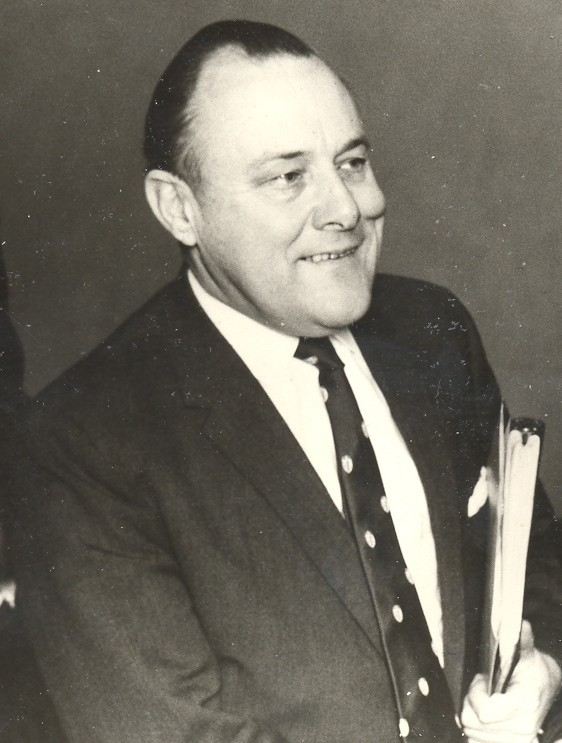
Robert Muldoon war von 1975 bis 1984 Premierminister von Neuseeland.

Das Kabinett Muldoon I war die Regierung von Neuseeland von 1975 bis 1978. Es wurde am 12. Dezember 1975 von Premierminister von Neuseeland Robert Muldoon von New Zealand National Party gebildet und löste das Kabinett Rowling ab. Es blieb bis zum 12. Dezember 1978 im Amt und wurde daraufhin vom Kabinett Muldoon II abgelöst.

## Minister
Dem Kabinett gehörten folgende Minister an:
| Amt | Name                        | Beginn der Amtszeit                 | Ende der Amtszeit                   |
| --- | --------------------------- | ----------------------------------- | ----------------------------------- |
| Premierminister Finanzminister                                                                                       | Robert Muldoon              | 12. Dezember 1975                   | 12. Dezember 1978                   |
| Stellvertretender Premierminister Außenminister Minister für Überseehandel                                           | Brian Talboys               | 12. Dezember 1975                   | 12. Dezember 1978                   |
| Minister für nationale Entwicklung                                                                                   | Brian Talboys George Gair   | 12. Dezember 1975 1. September 1977 | 1. September 1977 12. Dezember 1978 |
| Minister für regionale Entwicklung                                                                                   | George Gair                 | 12. Dezember 1975                   | 12. Dezember 1978                   |
| Minister für Arbeit und staatliche Dienste                                                                           | Peter Gordon                | 12. Dezember 1975                   | 12. Dezember 1978                   |
| Minister für Landwirtschaft und Minister für Māori-Angelegenheiten                                                   | Duncan MacIntyre            | 12. Dezember 1975                   | 12. Dezember 1978                   |
| Fischereiminister | Duncan MacIntyre Jim Bolger | 12. Dezember 1975 9. März 1977      | 9. März 1977 12. Dezember 1978      |
| Minister für Handel und Industrie                                                                                    | Lance Adams-Schneider       | 12. Dezember 1975                   | 12. Dezember 1978                   |
| Justizminister | David Spence Thomson        | 12. Dezember 1975                   | 12. Dezember 1978                   |
| Wohnungsbauminister                                                                                                  | George Gair Eric Holland    | 12. Dezember 1975 1. September 1977 | 1. September 1977 12. Dezember 1978 |
| Minister für Bildung, Wissenschaft und Technologie                                                                   | Les Gandar                  | 12. Dezember 1975                   | 12. Dezember 1978                   |
| Minister für Gesundheit und Immigration                                                                              | Frank Gill                  | 12. Dezember 1975                   | 12. Dezember 1978                   |
| Staatsminister | Keith Holyoake              | 12. Dezember 1975                   | 6. März 1977                        |
| Minister für Transport, Luftfahrt und Eisenbahnen                                                                    | Colin McLachlan             | 12. Dezember 1975                   | 12. Dezember 1978                   |
| Minister für öffentliche Arbeiten und Entwicklung                                                                    | Bill Young                  | 12. Dezember 1975                   | 12. Dezember 1978                   |
| Minister für Energie, Elektrizität und Bergbau                                                                       | Eric Holland George Gair    | 12. Dezember 1975 1. September 1977 | 1. September 1977 12. Dezember 1978 |
| Minister für Verteidigung und Polizei                                                                                | Allan McCready              | 12. Dezember 1975                   | 12. Dezember 1978                   |
| Minister für Sozialfürsorge                                                                                          | Bert Walker                 | 12. Dezember 1975                   | 12. Dezember 1978                   |
| Minister für Inneres und Kommunalverwaltung Minister für Freizeit und Sport Minister für Zivilverteidigung und Kunst | Allan Highet                | 12. Dezember 1975                   | 12. Dezember 1978                   |
| Generalstaatsanwalt und Zollminister                                                                                 | Peter Wilkinson             | 12. Dezember 1975                   | 12. Dezember 1978                   |
| Minister für Land, Wälder und Umwelt                                                                                 | Venn Young                  | 12. Dezember 1975                   | 12. Dezember 1978                   |
| Tourismusminister | Harry Lapwood               | 12. Dezember 1975                   | 12. Dezember 1978                   |
| Generalpostmeister und Rundfunkminister                                                                              | Hugh Templeton              | 12. Dezember 1975                   | 1. September 1977                   |
| Generalpostmeister                                                                                                   | Peter Wilkinson             | 1. September 1977                   | 12. Dezember 1978                   |
| Minister für Rundfunk und Statistik                                                                                  | Hugh Templeton              | 1. September 1977                   | 12. Dezember 1978                   |

## Hintergrundliteratur
- James Oakley Wilson: New Zealand Parliamentary Record, 1840–1984, V.R. Ward, Government Printer, Wellington 1913, 4. Auflage  1985
- Barry Gustafson: The First 50 Years. A History of the New Zealand National Party, Reed Methuen, Auckland 1986, ISBN 0-474-00177-6.